# 14. Sinfonie (Mjaskowski)
Die Sinfonie in C-Dur op. 37 ist die 14. Sinfonie des Komponisten Nikolai Jakowlewitsch Mjaskowski.

## Entstehungsgeschichte
Die Sinfonie entstand zeitnah zur 13., ist aber mit dem Vorgängerwerk kaum zu vergleichen. Mit dieser Sinfonie vollzog Mjaskowski einen radikalen Wandel seiner Tonsprache und kam damit den Forderungen nach dem neuen sowjetischen Musikstil nach. Er begann die Arbeit an dem Werk und der nachfolgenden 15. Sinfonie, nachdem er die Skizzen zur 13. fertiggestellt hatte. Als er das Finale bereits komponiert hatte, entschied er sich, das Material für den ersten Satz der 15. Sinfonie zu benutzen und der 14. einen neuen Schlusssatz zu schreiben. Laut S. Gulinskaja entstand die Sinfonie in „Mjaskowskis Bestreben, sich die Interessen seines Heimatlandes zu eigen zu machen, in den tieferen Sinn der erfreulichen Veränderungen, die sich vor seinen Augen vollzogen hatten, einzudringen und diese Veränderungen in seiner Musik zum Ausdruck zu bringen“. Ob er jedoch tatsächlich diese „Veränderungen“, also die Umstrukturierung des Musikwesens und dessen Zensur, erfreulich fand, muss auf Grund der von Propaganda geprägten Quellenlage angezweifelt werden.

## Analyse
Das Werk ist die einzige fünfsätzige Sinfonie des Komponisten. Mjaskowski war hier um Schlichtheit bemüht und verwendete nur leicht zugängliche Motive wie beispielsweise das kasachische Volkslied Die beiden Alten oder ein Wiegenlied. Die Tonsprache ist dementsprechend fröhlich und tänzerisch, die meisten Passagen stehen in schnellen Tempi. Die Stimmung ist lichtvoll und dynamisch und zeichnet in lyrisch-erzählerischen Passagen das Bild einer friedlichen Frühlingslandschaft.

## Rezeption und Kritik
Mjaskowski war mit dem Werk äußerst unzufrieden. Wie über die zwölfte Sinfonie schrieb er auch hier, sie sei ein „Reinfall“. Der neue und möglicherweise aufgezwungene Stil bereitete ihm noch große Probleme, an Prokofjew schrieb er: „Mein Versuche in den ‚Massengenres‘ bilden eine bestimmte Art Attentatsversuche mit äußerst ungeeigneten Mitteln, […] aber weniger im Hinblick auf Erfolg oder Mißerfolg, Anerkennung usw., als aus dem Gefühl heraus, eine gewisse unmoralische Handlung gegen sich selbst begangen zu haben.“ Prokofjew bescheinigte zumindest den ersten drei Sätzen „Jugendlichkeit und Frische“, das Finale hielt er aber auch für nicht gelungen.
Die Partitur erschien 1937, also deutlich vor der 13. Sinfonie. Sie war das erste Werk einer längeren Schaffensperiode, die von Einfachheit und Traditionsbewusstsein (Verwendung von Volksliedern, konventionelle Harmonik) geprägt war. Ab den 1930er Jahren litt Mjaskowski laut der Autorin Maya Pritsker häufig unter Depressionen, hervorgerufen durch „unterdrückte, negative Gefühle“. Dies führte dazu, dass es auch viele melancholische Passagen in seiner Musik gibt, vor allem in seinen späten Werken.